# Бренна (Польща)
Бренна (пол. Brenna) — село в Польщі, у гміні Бренна Цешинського повіту Сілезького воєводства.
Населення — 6148 осіб (2011).
У 1975-1998 роках село належало до Бельського воєводства.

## Демографія
Демографічна структура станом на 31 березня 2011 року:
|          | Загалом | Допрацездатний вік | Працездатний вік | Постпрацездатний вік |
| -------- | ------- | ------------------ | ---------------- | -------------------- |
| Чоловіки | 3016    | 668                | 2002             | 346                  |
| Жінки    | 3132    | 671                | 1800             | 661                  |
| Разом    | 6148    | 1339               | 3802             | 1007                 |